# Єкімов Олексій Іванович
Олексій Іванович Єкімов (нар. 28 лютого 1945) — радянський і американський вчений, фахівець в галузі фізики твердого тіла та оптики. Лауреат Нобелівської премії з хімії (2023; спільно з Муні Бавенді та Луїсом Брюсом). Першовідкривач нанокристалічних напівпровідникових квантових точок, який виконав піонерські дослідження їх електронних та оптичних властивостей.

## Біографія
1967 року закінчив фізичний факультет Ленінградського державного університету (кафедра молекулярної фізики). В 1974 році захистив дисертацію на здобуття наукового ступеня кандидата фізико-математичних наук на тему «Оптична орієнтація спінів носіїв у напівпровідниках». 1989 року захистив дисертацію на ступінь доктора фізико-математичних наук на тему «Квантові розмірні явища в напівпровідникових мікрокристалах».
Працював у Фізико-технічному інституті імені А. Ф. Йоффе та в Державному оптичному інституті імені С. І. Вавілова. З 1999 року працює в США в компанії Nanocrystals Technology Inc, штат Нью-Йорк, як провідний науковець (Chief Scientist).
Був запрошеним професором у Політехнічній школі в Парижі, Ліонському університеті імені Клода Бернара, Інституті Макса Планка та Університеті Осаки.
Автор понад ста наукових праць та кількох винаходів.
В 2023 отримав Нобелівську премію з хімії.

## Наукова діяльність
У 1970-х роках Єкімов брав участь у дослідженнях оптичної орієнтації спінів електронів та ядер у напівпровідниках.
Наприкінці 1970-х та на початку 1980-х років Єкімов, працюючи в Державному оптичному інституті імені С. І. Вавілова, спільно з Олексієм Онущенком розробив і реалізував метод отримання кристалів нанометрових розмірів у склоподібних матрицях. Застосовуючи цей метод, за допомогою вибору температури та часу термообробки скла, активованого напівпровідником, стало можливим отримувати кристали з розмірами від одиниць до десятків і більше нанометрів. Пізніше про цей етап робіт А. Єкімова академік Жорес Алферов писав: «Перші напівпровідникові точки — мікрокристали сполук AIIBVI, сформовані в скляній матриці, були запропоновані та реалізовані О. І. Єкімовим та О. Онущенком».
Далі Єкімов досліджував оптичні та електричні властивості стекол, що містять нанокристали напівпровідників CdS, CdSe, CuCl та CuBr. Він визначив взаємозв'язок між розмірами цих кристалів та їхніми спектроскопічними параметрами поглинання. Спільно з Олександром Ефросом, теоретиком з Фізико-технічного інституту імені А. Ф. Йоффе, дав пояснення спостережуваним оптичним властивостям стекол з нанокристалами. Зокрема, були визначені причини залежності оптичних властивостей нанокристалів від їхніх розмірів і встановлено, що нанокристали проявляють квантові властивості і поводяться подібно до «штучних атомів».
Пізніше напівпровідникові нанокристали та подібні до них об'єкти стали називати «квантовими точками», і початок їх дослідження було покладено саме роботами Олексія Єкімова.

## Премії
- Державна премія СРСР 1976 року — за цикл робіт «Виявлення та дослідження нових явищ, пов'язаних з оптичною орієнтацією спинів електронів і ядер в напівпровідниках» (1970—1974);
- Премія Вуда 2006 року (спільно з Л. Брюсом та А. Ефросом). Присуджена Оптичним товариством за «відкриття нанокристалічних квантових точок та піонерські дослідження їх електронних та оптичних властивостей»[12].
- Нобелівська премія з хімії 2023 року

## Статті про нанокристали
- Екимов А. И., Онущенко А. А., Цехомский В. А. Экситонное поглощение кристаллами CuCl в стеклообразной матрице // Физика и химия стекла. — 1980. — Т. 6, № 4 (24 березня). — С. 511—512.
- Голубков B. B., Екимов А. И., Онущенко A. A., Цехомский В. А. Кинетика роста микрокристаллов CuCl в стеклообразной матрице // Физика и химия стекла. — 1981. — Т. 7, № 4 (24 березня). — С. 397—401.
- Екимов А. И., Онущенко А. А. Квантовый размерный эффект в трёхмерных микрокристаллах полупроводников // Письма в ЖЭТФ(інші мови). — 1981. — Т. 34, № 6 (24 березня). — С. 363—366.
- Екимов А. И., Онущенко А. А. Исследование образования микрокристаллов CuHal в стеклах методом экситонной спектроскопии // Физика и химия стекла. — 1982. — Т. 8, № 5 (24 березня). — С. 635—637.
- Екимов А. И., Онущенко А. А. Размерное квантование энергетического спектра электронов в микрокристаллах полупроводников // Письма в ЖЭТФ(інші мови). — 1984. — Т. 40, № 8 (24 березня). — С. 337—340.
- Ekimov A. I., Efros Al. L., Onushchenko A. A. Quantum size effect in semiconductor microcrystals // Solid State Communications. — 1985. — Vol. 56, no. 11 (24 March). — P. 921—924.
- Екимов А. И., Онущенко А. А., Эфрос Ал. Л. Квантование энергетического спектра дырок в адиабатическом потенциале электрона // Письма в ЖЭТФ. — 1986. — Т. 43, № 6 (24 березня). — С. 292—294.
- Вандышев Ю. В., Днепровский В. С., Екимов А. И., Окороков Д. К., Попова Л. Б., Эфрос Ал. Л. Нелинейные оптические свойства полупроводниковых микрокристаллов // Письма в ЖЭТФ. — 1987. — Т. 46, № 10 (24 березня). — С. 393—396.
- Ekimov A. I., Efros Al. L, Ivanov M. G., Onushchenko A. A., Shumilov S. K. Donor-like exciton in zero-dimension semiconductor structures // Solid State Communications. — 1989. — Vol. 69, no. 5 (24 March). — P. 565—568.
- Ekimov A. I., Efros Al. L, Shubina T. V., Skvortsov A. P. Quantum-size stark effect in semiconductor microcrystals // Journal of Luminescence. — 1990. — Vol. 46, no. 2 (24 March). — P. 97—100.
- Chepic D. I., Efros Al. L, Ekimov A. I, Ivanov M. G., Kharchenko V. A, Kudriavtsev I. A., Yazeva T. V. Auger ionization of semiconductor quantum drops in a glass matrix // Journal of Luminescence. — 1990. — Vol. 47, no. 3 (24 March). — P. 113—127.
- Ekimov A. I., Hache F., Schanne-Klein M. C, Ricard D., Flytzanis C., Kudryavtsev I. A., Yazeva T. V., Rodina A. V., Efros Al. L. Absorption and intensity-dependent photoluminescence measurements on CdSe quantum dots: assignment of the first electronic transitions // Journal of the Optical Society of America B. — 1993. — Vol. 10, no. 1 (24 March). — P. 100—107.
- Itoh T., Nishijima M., Ekimov A. I., Gourdon C., Efros Al. L., Rosen M. Polaron and Exciton-Phonon Complexes in CuCl Nanocrystals // Physical Review Letters. — 1995. — Vol. 74, no. 6 (24 March). — P. 1645—1648.
- Ekimov A. I. Growth and optical properties of semiconductor nanocrystals in a glass matrix // Journal of Luminescence. — 1996. — Vol. 70, no. 1—6 (24 March). — P. 1—20.
- Стаття «Quantum size effect in semiconductor microcrystals», вийшла 1985 року, потім була надрукована повторно в 1993 році в спеціальному ювілейному випуску журналу «Solid State Communications», присвяченому його тридцатиріччю.